# Altes Rathaus (Mannheim)

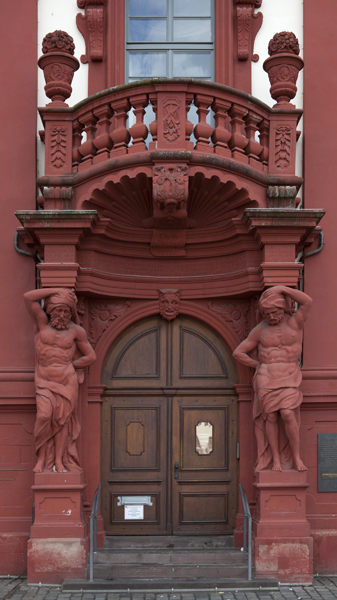
Eingang

Das Alte Rathaus in Mannheim steht am Südrand des Marktplatzes im Quadrat G 1. Das ehemalige Verwaltungsgebäude bildet mit der St.-Sebastian-Kirche und dem dazwischen platzierten Glockenturm einen Anfang des 18. Jahrhunderts errichteten barocken Doppelbau. Das Gebäudeensemble ist ein Beispiel für die Mannheimer Symmetrie.

## Beschreibung
Ein erster Rathausbau mit Stadtwaage entstand schon bald nach der Stadtgründung 1607. Dieser Vorgängerbau wurde im großen Stadtbrand von 1689 während des Pfälzischen Erbfolgekrieges zerstört. Am 17. September 1700 wurde der Grundstein zum Neubau des Rathauses an gleicher Stelle gelegt. Das Gebäude wurde nach Entwürfen von Anton Bailleux unter Johann Jakob Rischer erbaut. Die Figur der Justitia des Bildhauers Heinrich Charrasky wurde im Jahre 1709 auf dem Rathausgiebel aufgestellt. Bildhauer Michael Bitterich (1679–1720) vollendete 1711 das Gigantenportal. Zwei Jahre später fertigte derselbe Bildhauer das Wappen über dem Rathausbalkon. Der Stuckateur Giovanni Battista Clerici (1673–1736) gestaltete 1717 die Innenausstattung. Drei Jahre später erfolgte die Einweihung der Glocken für den Rathausturm. In den Jahren 1866 bis 1868 wurde der Erweiterungsbau des Alten Rathauses nach Entwürfen von Friedrich Theodor Fischer an der Breiten Straße geschaffen. Karl Friedrich Moest vollendete 1869 die Figuren des Breiten-Straße-Portals.